# 1890 en chimie
Cet article présente les faits marquants de l'année 1890 en chimie.

## Évènements
- 1er février : dans un article publié dans le Zeitschrift für Physikalische Chemie intitulé Beiträge zur Kenntnis der Affinitätskoeffizienten der Alkylhaloide und der organischen Amine[1], le chimiste russe Nikolaï Menchoutkine découvre qu'une amine tertiaire peut être transformée en sel d'ammonium quaternaire par réaction avec un halogénure d'alcane (réaction de Menshutkin).
- 23 juin : lors d'une conférence faite devant la Société chimique de Berlin[2], le chimiste allemand Emil Fischer exposé ses travaux sur la nature stéréochimique isomérique des sucres, par épimérisation entre les acides gluconique et mannonique et sur la synthèse du glucose, du fructose et du mannose à partir du glycérol.
- Le chimiste russe Nikolaï Menchoutkine décrit la réaction de Menshutkin[3],[4], qui est, en chimie organique, une réaction produisant un sel d'ammonium quaternaire à partir d'une amine tertiaire et d'un halogénoalcane[5].
- Le test de Hinsberg est décrit pour la première fois par Oscar Hinsberg[6],[7]. Le test de Hinsberg est un test chimique pour l'identification des amines primaires, secondaires et tertiaires. Dans ce test, la substance à tester est bien mélangée avec le réactif de Hinsberg (chlorure de benzènesulfonyle, C6H5SO2Cl) en présence d'alcali aqueux (soit KOH, soit NaOH).

## Prix
- Médaille Davy : Emil Fischer pour ses découvertes en chimie organique et spécialement ses recherches sur les hydrates de carbone[8],[9].

## Naissances
- 31 octobre : Antonio Madinaveitia (mort en 1974), chimiste espagnol.
- 20 décembre : Jaroslav Heyrovský (mort en 1967), physicien et chimiste tchèque, prix Nobel de chimie en 1959.

## Décès
- 16 février : Robert Kane (né en 1809), chimiste irlandais.
- 15 avril :  Eugène-Melchior Péligot (né en 1811), chimiste français.